# Christine Mellitzer
Christine Mellitzer (* 21. März 1976 in Wien) ist eine ehemalige österreichische Beachvolleyballspielerin.

## Karriere
Mellitzer absolvierte ihre ersten Open-Turniere 1997 in Marseille und 1998 in Toronto. Anschließend bildete sie ein Duo mit Katharina Münchmeyer. Die Österreicherinnen kamen bei der Europameisterschaft 1999 nicht über den letzten Platz hinaus. Ein Jahr später scheiterten sie mit zwei klaren Niederlagen an den Jantschulowa-Schwestern aus Bulgarien und dem schwedischen Duo Ekblom/Lundqvist. 2001 kam Mellitzer mit ihrer neuen Partnerin Sabine Swoboda bei der Weltmeisterschaft in Klagenfurt in die erste Hauptrunde und unterlag dort den Chinesinnen Chi Rong/Xiong Zi. Die folgende Europameisterschaft in Jesolo war für Mellitzer/Swoboda hingegen früh beendet. 2002 in Basel kamen sie auf den 17. Platz. 2003 spielte Mellitzer mit Irina Brandstetter, verpasste aber sowohl die EM als auch die WM. Ihr bestes Ergebnis in diesem Jahr war Platz 25 beim heimatlichen Grand Slam in Klagenfurt. 2004  bestritt sie noch zwei Turniere mit Cornelia Rimser.